# نبرد گتیزبرگ (فیلم)
نبرد گِتیزبِرگ (انگلیسی: The Battle of Gettysburg) یک فیلم مستند آمریکایی به کارگردانی «هرمان هافمن» است که در سال ۱۹۵۵ منتشر شد.
این فیلم درباره نبرد تاریخی گِتیزبِرگ در جریان جنگ داخلی آمریکا است و در محل پارک ملی گِتیزبِرگ در جنوب پنسیلوانیا فیلم‌برداری شده است.
این فیلم در سال ۱۹۵۶، نامزد دریافت دو جایزه اسکار بود.